# Heinrich der Jüngere von Plauen
Heinrich von Plauen (genannt Heinrich der Jüngere; * um 1372; † nach 4. Juli 1441) war Ritter und Komtur des Deutschen Ordens in Danzig und Hassenstein.

## Leben
Heinrich stammte aus dem thüringischen Adelsgeschlecht derer von Plauen. Sein älterer Bruder Heinrich wurde später Hochmeister des Deutschen Ordens. Heinrich war Pfleger des Ordens in Barten von 1405 bis 1406. Dort soll es Klagen über seine Gewalttätigkeit und sein herrisches Wesen gegeben haben.
1411 wurde er von seinem Bruder zum Komtur der bedeutenden Hansestadt Danzig gemacht. Dort herrschte er mit großer Härte gegen die Bevölkerung. Am 6. April ließ  er die Bürgermeister Conrad Letzkau und Arnold Hecht und den Ratsherrn Bartholomäus Gross auf seinem Schloss in Danzig ermorden.
Später war Heinrich Pfleger von Lochstädt. Des Weiteren war er auf Burg Hassenstein während deren Belagerung im Jahre 1417 als Komtur eingesetzt. Heinrich der Jüngere floh nach der Gefangennahme seines Bruders zum polnischen König. Nach dem Freikommen seines Bruders war er nochmals von 1424 bis 1434 Pfleger zu Barten.